# 二林 (大字)
二林，是臺灣彰化縣二林鎮的一個傳統地域名稱，也是全鎮經濟中心所在地，位於該鎮西部偏南。相較於今日行政區，其範圍大致包括北平里、東和里、西平里、南光里。

## 歷史
台灣清治末期至日治初期，二林地區為一街庄，稱為「二林庄」，隸屬於二林下堡。該庄北與草湖庄為鄰，東北與舊趙甲庄為鄰，東與山藔庄、犁頭厝庄為鄰，南邊為竹圍仔庄、中西庄，西邊為路上厝庄、後藔庄。
1901年（日治明治三十四年）11月，全台廢縣廳改設二十廳，該庄隸屬於彰化廳。1903年（明治三十六年）6月，該庄編入「二林區」，隸屬於彰化廳。1909年（明治四十二年）10月，合併二十廳為十二廳，二林區改隸屬於臺中廳。1920年（大正九年），廢廳、支廳、區、街庄（舊制）改設州、郡、街庄（新制）、大字，該庄改制為「二林」大字，隸屬於臺中州北斗郡二林庄。1937年，二林庄升格為二林街。
戰後二林街改制為二林鎮，隸屬於臺中縣，大字亦改制為里。1950年10月，中、彰、投分治，二林鎮改隸屬彰化縣。

## 聚落
本地區發展較早的聚落為新庄、二林，在日治期初期的官方地圖上已有記載。

## 交通
縣道143號（大成路一段）是漢寶至大城的道路，大致以東北東—西南西走向轉東北—西南走向經過本地區南部。由該道路向東北東繞彎道轉北微東經縣道150號路口後可前往山寮西部、舊趙甲西部、草湖、漢寶並止於省道台17線路口，向西南可前往竹圍子西北端、中西、魚寮、大城市區、下山腳並止於下山腳堤防道路路口。
縣道150號（斗苑路五段、建國路、中正路、斗苑路五段）是芳苑至南投的道路，大致以西北西—東南東走向由本地區西部邊界凹入部分入境，至建國路路口轉南微西，至中正路路口轉東微南，順路轉東北東再轉東微北再轉東出境。由該道路向西北西可前往後寮南部、頂廍子北部、芳苑並止於省道台17線路口，向東經縣道143號路口後可前往埤頭、國道1號北斗交流道、北斗、田中、名間西北部、南投等地。
鄉道彰123線（林功路、四維街、吉利街、照西路、三和街）是中平至二林的道路，其南側端點位於二林市區中央偏北的鄉道彰125線路口。由此向西北西蜿蜒而行，至照西路路口轉北北西，至吉利街路口轉西再轉西南西，至四維街路口轉北微西再轉西北，至本地區西部邊界地帶沿邊界而行，經鄉道彰124線終點路口後順路轉北微西續沿邊界而行，出境後可前往後寮東北部的埤北聚落、草湖西部並止於中平聚落西郊的鄉道彰120線路口。
鄉道彰124線（過埤路）是芳苑至芳苑工業區並延伸至二林市區西北郊的道路，其東側端點位於本地區西部邊界中央偏北的鄉道彰123線路口。由此向西微南出境後轉北北西再轉西北可前往後寮的芳苑工業區與後寮聚落、芳苑市區並止於縣道150號舊線（芳苑路芳苑段）路口。
鄉道彰125線（新生路）是新生至二林的道路，其南側端點位於二林市區中央地帶的縣道150號舊線（斗苑路五段）路口。由此向北北西經鄉道123線終點路口後轉北北東，經新庄聚落後轉北，出境後可前往草湖並止於其西北部省道台61線路口。
鄉道彰158線（舊二路）是姑寮至二林的道路，其東側端點位於二林市區西南側的縣道143號路口。由此向西南西出境後可前往中西北端、路上厝、外五間厝並止於其西南部邊界地帶菇寮南側的省道台17線路口。
鄉道彰167線（信義路、竹圍巷）是二林至潭墘的道路，其北側端點位於二林市區中央偏西南的縣道143號路口。由此向南南西出境後可前往竹圍子、火燒厝、尤厝、潭墘並止於九塊厝堤防道路路口。
鄉道彰169線（儒林路二段、儒林路）是二林至永安的道路，其北側端點位於二林市區中央偏南的縣道143號路口。由此向南南東出境後可前往竹圍子東部、竹圍子與外蘆竹塘交界地帶、九塊厝西郊並止於縣道152號路口（今屬竹塘鄉永安村）。
鄉道彰172線（大智街）是二林至塗人厝的道路，大致以西北—東南走向經過本地區東部凸出部分的北側邊界。由該道路向西北可前往山寮西南端並止於縣道143號路口，向東南可前往犁頭厝並止於其東部的鄉道彰171線轉角路口。

## 學校
- 二林國小
- 中正國小

## 廟宇
- 廖茶姑五媽廟（姑娘廟）